# Eunectes beniensis
Eunectes beniensis är en ormart som beskrevs av Dirksen 2002. Eunectes beniensis ingår i släktet anakondor, och familjen Boidae. IUCN kategoriserar arten globalt som livskraftig. Inga underarter finns listade i Catalogue of Life.
Arten är bara känd från Bolivia.